# DNA-Analyse

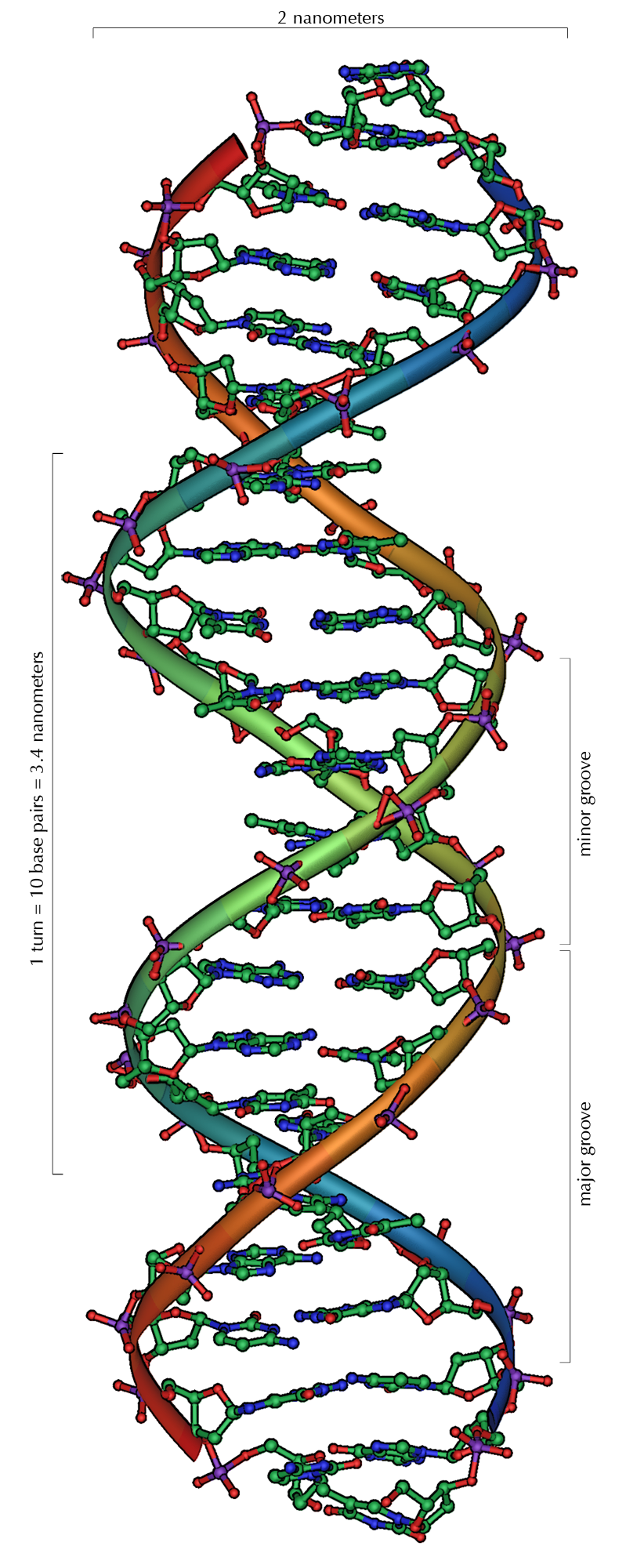
Strukturmodell eines Ausschnitts aus der DNA-Doppelhelix mit 20 Basenpaarungen

Als DNA-Analyse, DNA-Test, DNS-Analyse, DNS-Test, Genanalyse oder Gentest, werden biochemische und molekularbiologische Verfahren bezeichnet, welche die Desoxyribonukleinsäure (deutsche Abkürzung DNS, englisch DNA = deoxyribonucleic acid) untersuchen, um Rückschlüsse auf verschiedene genetische Aspekte des Individuums ziehen zu können.

## Zwecke
DNA-Analysen werden zu vielen Zwecken durchgeführt, vor allem zu folgenden:
- zu kriminalistischen Zwecken in der Forensik: Durch molekulargenetische Untersuchung des biologischen Materials stellt man sein individuelles Identifizierungsmuster fest, um es durch vergleichende Untersuchung beweiskräftig einem bestimmten Lebewesen zuordnen zu können; also um Verursacher von Spuren etwa am Tatort, an Tatwerkzeugen oder an der Beute zu überführen oder das Tatobjekt selbst (wie das Verletzungsopfer über aufgefundene Körperteile oder seine Abstammung oder einen Holzdiebstahl über Vergleiche mit anderen Sägestücken) zu ermitteln -oder umgekehrt zum Ausschluss von Verdächtigen. In diesem Zusammenhang spricht man oft vom „genetischen Fingerabdruck“.
- zur Klärung von Verwandtschaft z. B. durch Abstammungsgutachten.
- zur medizinischen Diagnostik (beispielsweise bei menschlicher DNA und durch Bluttests), z. B. zur Aufklärung
  - genetischer Grundlagen einer bestehenden Krankheit (medizinische Forschung),
  - einer Prädisposition für Krankheiten. Der Berufsverband deutscher Humangenetiker e. V. (BVDH) führt eine Liste genetisch bedingter Erkrankungen, die im deutschsprachigen Raum in entsprechenden Einrichtungen gegenwärtig mittels DNA-Analyse untersucht werden können.[1] Im Mai des Jahres 2010 betrug die Zahl diagnostizierbarer Krankheiten 917, im Vergleich dazu sind weltweit etwas mehr als 3.000 monogenetische Erbkrankheiten molekular charakterisiert, wären somit theoretisch ebenfalls mittels DNA-Analyse untersuchbar.
- bei Lebensmittelkontrollen zur
  - Erkennung genetisch veränderter Sorten, welche mit einem Importverbot belegt sind.[2]
  - Absicherung der Qualität von Lebensmitteln und ihrer richtigen Kennzeichnung (Beispiel: Trüffel).
- in der Genetik zur Feststellung
  - in der Populationsgenetik der Vererbungsvorgänge innerhalb biologischer Populationen und
  - in der Humangenetik von  menschlichen Haplogruppen, Most recent common ancestor unter Zusammenarbeit mit der Anthropologie und Archäologie. Mittels DNA-Analyse konnte bei menschlichen Überresten aus der Lichtensteinhöhle weltweit erstmals ein rund 3000 Jahre altes Verwandtschaftssystem rekonstruiert werden.
- für Privatpersonen durch private Unternehmen,[3] wobei populär sind Untersuchungen des Erbgutes auf:
  - die Genealogie
  - genetisch bedingte Krankheiten und weitere Veranlagungen.

## Methoden

DNA-Molekül 1 unterscheidet sich von DNA-Molekül 2 in einem einzigen Basenpaar.

### Methoden zur Untersuchung von Krankheiten
- Chromosomen-Kartierung (Karyogramm, Kopplungsanalyse, Stammbaumanalyse)
- DNA-Sequenzierung

### Methoden zur Bestimmung der Identität
- Genetischer-Fingerabdruck-Methoden (Fragmentlängenanalyse)
- RFLP-Analyse (Restriktionsfragmentlängenpolymorphismus)
- AFLP-Analyse (amplifizierter Fragmentlängenpolymorphismus)
- Amplified Ribosomal DNA Restriction Analysis
- STR-Analyse (short tandem repeats)

### Bestimmung von Proben hohen Alters
- aDNA-Forschung (ancient DNA)

## Problematik, Kritik

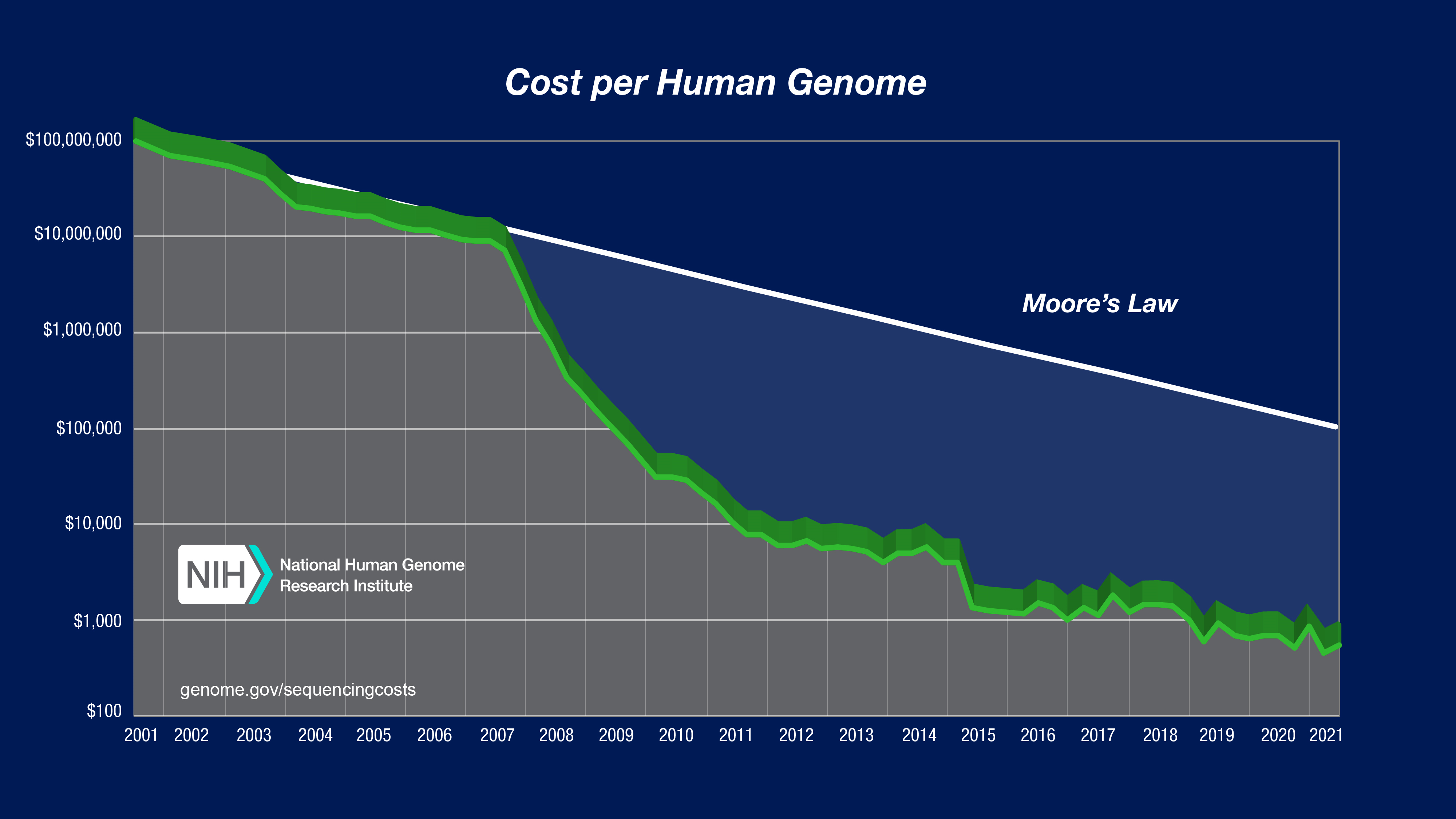
Entwicklung der Kosten der Genom-Sequenzierung seit 2001

Die Aussagekraft von Gentests und die Möglichkeit ihrer sinnvollen Anwendung werden in Einzelfällen bestritten. Kritisiert wird z. B. neben einer unsauberen, auf Erfolgsmeldungen getrimmten, statistischen Auswertung der Ergebnisse der behauptete Zusammenhang zwischen „Krankheitsgenen“ und den konkreten Symptomen sowie den diagnostizierten Krankheiten. So würden die von Forschern und Firmen postulierten Abhängigkeiten in der Realität sehr viel geringer ausfallen bzw. viele Krankheiten deutlich stärker durch äußere Einflüsse und Lebensstil beeinflusst als durch die Gene.
Kritik gibt es auch an der genetischen Genealogie. Häufig wird auch bemängelt, dass Gentestanbieter für private Kunden nicht genügend auf Risiken beim Einsenden von DNA-Proben, der Lagerung, Analyse und Abspeicherung derselben sowie durch das Veröffentlichen von Informationen hinweisen. Verschiedene Risiken werden diskutiert, auch der Datenschutz der „genetischen Privatsphäre“ ist zu einem Thema geworden:
- Eine Krankenversicherung kann die Informationen zu Veranlagungen für die Bestimmung einer Beitragsquote benutzen, bzw. die zu versichernde Person muss persönlich bekannte Analyse-Ergebnisse bekannt geben.[9]
- Verfügbare Informationen zu DNA-Markern einer Testperson können bei DNA-Spuren an Tatorten dazu verwendet werden, die Testperson bzw. dessen Verwandte als Täter zu verdächtigen[10][11][12] (auch wenn dies rechtlich nicht überall erlaubt ist).[13] Die Bestimmbarkeit immer kleinerer DNA-Spuren führt auch zu Fehlern (siehe Heilbronner Phantom).[14]
- Die persönlichen DNA-Informationen, die bei der Testfirma liegen, können gestohlen, veröffentlicht oder verkauft werden.[8]

Nach einem Mord im Oktober 2016 in Freiburg setzte der baden-württembergische Justizminister Guido Wolf (CDU) sich dafür ein, die Strafprozessordnung so zu ändern, dass auf der Grundlage von DNA-Proben auch Augenfarbe, Hautfarbe und Haarfarbe eines unbekannten Spurenlegers bestimmt werden können. Auch die Spurenkommission, das wissenschaftliche Gremium der rechtsmedizinischen und kriminaltechnischen Institute in Deutschland, sprach sich für eine Ausweitung der DNA-Analyse aus. Nach längeren Diskussionen wurde § 81e Absatz 2 der Strafprozessordnung in geänderter Fassung (Zulässigkeit von Untersuchungen zur Feststellung von Augen-, Haar- und Hautfarbe sowie Alter von unbekannten Personen) am 15. November 2019 vom Bundestag verabschiedet. In Bayern wurde bereits im Mai 2018 mit einer umstrittenen Novelle des bayerischen Polizeiaufgabengesetzes eine solche Befugnis geschaffen.

## Rundfunkberichte
- Gentests to go: Was wollen wir wissen, was sollen wir tun? Audio zu ethischen Fragen auf funkkolleg-biologie.de, 3. Februar 2018
- Claudia Sanders: Die Spur der Gene – Zehn Jahre Verbrechensaufklärung mit der DNA-Analyse, Deutschlandfunk – „Hintergrund“ vom 16. Juni 2008
- Nina Giaramita, Mirko Smiljanic: Vom Gen zum Gesicht – Europas Polizeibehörden streiten um den Einsatz der DNA-Analytik, Deutschlandfunk – „Hintergrund“ vom 17. August 2008